# 克利默內什蒂
克利默內什蒂是羅馬尼亞的城鎮，位於該國南部，距離首府勒姆尼庫沃爾恰15公里，由沃爾恰縣負責管轄，面積104.53平方公里，海拔高度280米，每年平均降雨量700毫米，2007年人口8,814。